# Explosion de Ravanusa
L'explosion de Ravanusa a provoqué, le 11 décembre 2021,  l'effondrement de quatre immeubles à Ravanusa, en Italie, faisant neuf morts et deux blessés.

## Explosion
En fin de soirée, une explosion provoquée par une fuite de gaz détruit quatre immeubles résidentiels et provoque leur effondrement ; trois autres bâtiments sont endommagés et onze personnes déclarées disparues. Le lendemain matin, trois personnes sont retrouvées mortes, deux autres blessées. 
Deux jours après l'effondrement, quatre autres morts sont dégagés des décombres ; les deux derniers disparus sont retrouvés morts trois jours après l'effondrement,. Quatre victimes étaient membres de la même famille. 
Une centaine de personnes est déplacée à cause des explosions. Les habitants ont déclaré qu'il y avait une forte odeur de gaz pendant plusieurs jours précédant l'explosion.
Une équipe spécialisée (collège de consultants techniques) a été nommée par le Procureur Patronaggio et est coordonnée par le professeur de l'Université de Palerme Antonio Barcellona. L'enseignant doit, avec les autres membres de l'équipe et d'autres professionnels spécialisés et les pompiers, déterminer les causes, l'origine de l'explosion et le lien éventuel avec une fuite de gaz. Barcelone a déjà travaillé avec le parquet d'Agrigente à l'occasion de l'enquête sur le soi-disant massacre du barrage de Furore di Naro, où deux travailleurs sont morts le 9 octobre 2017, qui sont tombés d'une hauteur de plus de trente mètres en raison de la rupture d'un panier; l'enseignant a également travaillé sur la reconstitution technique de l'explosion du réservoir de naphta vierge survenue le 27 septembre 2014 dans la raffinerie de Milazzo, ainsi que sur la recherche des causes de l'incendie qui en mai 2009 a presque réduit le navire à l'épave des passagers du Tirrenia Florio[8].
A Ravanusa, selon une première hypothèse, le déclenchement d'une grande quantité accumulée de gaz méthane serait à l'origine de la catastrophe. En effet, à l'occasion des opérations d'expertise menées par le groupe d'experts, dès le deuxième jour des fouilles, via Trilussa, un premier point fixe a été établi: les consultants du ministère public ont trouvé le point de rupture (une soudure défectueuse ) du gaz près du domicile du professeur Pietro Carmina. Entre-temps, dix personnes, dont des cadres supérieurs nationaux et régionaux d'Italgas, ont fait l'objet d'une enquête par le procureur; le dossier, qui suppose les crimes d'homicide involontaire et d'homicide multiple, a été ouvert comme un acte nécessaire pour effectuer des recherches sur le point de rupture sur le lieu de la tragédie, via Trilussa, ainsi que des analyses de laboratoire à l'Université de Palerme sur le tuyau avec l'entaille retrouvée lors des fouilles. En mai 2022, les experts du parquet ont déposé les résultats de la consultation technique, qui stipule que la cause de l'explosion était une entaille ouverte lors d'une soudure mal réalisée d'un raccordement de conduite de gaz.